# Михайловская, Елена Константиновна
Еле́на Константи́новна Михайло́вская (21 ноября 1949, Москва — 4 февраля 1995, там же) — советская и российская шашистка, международный гроссмейстер ФМЖД (1984). Заслуженный мастер спорта СССР (1977), кавалер ордена «Знак Почёта» (1981). 
Шашечную карьеру начинала в русских шашках, четырежды подряд (в 1969—1972 годах) завоёвывала звание чемпионки СССР. После этого перешла в международные шашки, в 1973—1977 годах пять раз подряд выигрывала чемпионат мира среди женщин в этой дисциплине. В 1974 году выиграла также всесоюзный турнир по международным шашкам, в чемпионатах СССР с 1975 года 5 раз завоёвывала серебряные и бронзовые медали (в последний раз в 1984 году). После окончания активной карьеры занималась тренерской и административной работой, вплоть до года смерти возглавляла Федерацию шашек Москвы. Судья всесоюзной категории (1988).

## Биография
Елена Михайловская родилась в Москве. Училась в экспериментальной школе Академии наук, позже окончила Московский институт инженеров железнодорожного транспорта (факультет строительства мостов и туннелей). Была замужем за Алексеем Сальниковым, мастером спорта по шашкам и шашечной композиции, Заслуженным тренером СССР. В этом браке родился сын Дмитрий.
С 1985 года, завершив активные выступления, работала тренером в спортобществе «Локомотив». В 1988 году получила звание судьи всесоюзной категории. Занималась также административной работой, возглавляла Федерацию шашек Москвы вплоть до 1995 года.
В феврале 1995 года скончалась от онкологического заболевания горла, от которого страдала долгое время. Похоронена на Ваганьковском кладбище. 2005 год по решению Федерации шашек Москвы был объявлен Годом Елены Михайловской.

## Спортивная карьера

### Русские шашки
С детства увлекалась активными видами спорта — плаванием, коньками, настольным теннисом. Однако в 15 лет у девочки начались возрастные проблемы со здоровьем, и врачи временно запретили ей активный спорт. В результате она попыталась записаться в шахматную секцию московского стадиона Юных пионеров, однако попала туда в день, когда занятий шахматами не было. Вместо этого Лене предложили поприсутствовать на занятиях секции шашек, и она увлеклась этой игрой. По разным источникам, это произошло осенью 1964 или в 1965 году. Первым тренером Михайловской стал В. П. Агафонов.
Уже через несколько месяцев занятий Лена вместе с ещё двумя воспитанницами секции стадиона Юных пионеров была включена в число участниц чемпионата Москвы среди взрослых. На этом турнире второразрядница Михайловская заняла 9-е место. В 1966 году, будучи перворазрядницей, завоевала со сборной Москвы лично-командное первенство СССР среди юношей, выиграв все девять партий на своей доске, а два года спустя стала чемпионкой СССР среди девушек по русским шашкам. В эти же годы она победила в женском первенстве Центрального совета (ЦС) добровольного спортивного общества «Труд» и успешно выступила в открытом чемпионате ЦС общества «Локомотив», обыграв в том числе мужчин-мастеров Петра Святого и Николая Курносова. Через три года после начала занятий шашками выполнила норматив мастера спорта, однако Федерация шашек Москвы отложила присвоение звания, вызвав гнев молодой спортсменки и обещание «доказать, достигла мастерских высот или не достигла».
В 1967 году Михайловская стала чемпионкой Москвы и на следующий год, в 18 лет, дебютировала во взрослом чемпионате СССР по русским шашкам, где только на финише турнира потеряла шансы на чемпионское звание. Несмотря на три поражения на финальном отрезке, Михайловская претендовала как минимум на бронзовую медаль до конца соревнования, но в последней игре не сумела сломить сопротивление Елены Соркиной и с 7½ очка в 13 партиях поделила 3—5 места с Галиной Глазовой и Яниной Аугустинайте. По таблице коэффициентов бронза досталась Глазовой.
Упущенная победа заставила молодую шашистку усердно заняться теорией. Она изучала дебютные варианты, разбирала партии потенциальных соперниц. В подготовке ей помогали крупный шашечный теоретик Анатолий Чернопищук, многократный чемпион СССР гроссмейстер Зиновий Цирик и Пётр Святой. С 1969 года Михайловская выступала за общество «Локомотив» (Москва) и в том же году завоевала свой первый титул чемпионки СССР по русским шашкам. В этом турнире она вначале обыграла чёрными в последнем туре прошлогоднюю чемпионку Ираиду Спасскую и набрала 10½ очка в 16 партиях, а потом победила в переигровке за первое место Янину Аугустинайте со счётом 3½:2½ (2 победы при одном поражении и трёх ничьих). После этого успеха Михайловской наконец присвоили звание мастера спорта.
|   | И. Спасская — Е. Михайловская Гамбит Кукуева, чемпионат СССР, 1969 \| \| a \| b \| c \| d \| e \| f \| g \| h \| \| \| \| 8 \| \| \| \| \| \| \| \| \| 8 \| \| \| 7 \| \| \| \| \| \| \| \| \| 7 \| \| \| 6 \| \| \| \| \| \| \| \| \| 6 \| \| \| 5 \| \| \| \| \| \| \| \| \| 5 \| \| \| 4 \| \| \| \| \| \| \| \| \| 4 \| \| \| 3 \| \| \| \| \| \| \| \| \| 3 \| \| \| 2 \| \| \| \| \| \| \| \| \| 2 \| \| \| 1 \| \| \| \| \| \| \| \| \| 1 \| \| \| \| a \| b \| c \| d \| e \| f \| g \| h \| \| \| |                 |                 | 1. …ef6 2.dc3 f:d4 3.c:e5 ab4 4.hg3 cd6 5.e:c7 b:d6 6.fg5 dc5 7.fe3 gf6 8.g:e7 f:d6 9.gh4 de5 10.hg5 ef4 11.ed4. Через несколько ходов белые сдались. |                 |                 |                 |                |   |  |
|   | a | b               | c               | d | e               | f               | g               | h              |   |  |
| 8 | a8 | b8 чёрная шашка | c8              | d8 | e8              | f8 чёрная шашка | g8              | h8             | 8 |  |
| 7 | a7 | b7              | c7 чёрная шашка | d7 | e7 чёрная шашка | f7              | g7 чёрная шашка | h7             | 7 |  |
| 6 | a6 | b6              | c6              | d6 | e6              | f6              | g6              | h6             | 6 |  |
| 5 | a5 чёрная шашка | b5              | c5              | d5 | e5 белая шашка  | f5              | g5              | h5             | 5 |  |
| 4 | a4 | b4              | c4              | d4 | e4              | f4 белая шашка  | g4              | h4             | 4 |  |
| 3 | a3 чёрная шашка | b3              | c3              | d3 | e3              | f3              | g3              | h3             | 3 |  |
| 2 | a2 | b2 белая шашка  | c2              | d2 белая шашка | e2              | f2 белая шашка  | g2              | h2 белая шашка | 2 |  |
| 1 | a1 | b1              | c1 белая шашка  | d1 | e1              | f1              | g1              | h1             | 1 |  |
|   | a | b               | c               | d | e               | f               | g               | h              |   |  |

В следующие три года подтверждала чемпионское звание, установив так и не побитый рекорд — четыре победы подряд в чемпионате страны. На чемпионате 1970 года, как и за год до этого, первое место после основной дистанции разделили Михайловская и Аугустинайте (с 10 очками в 16 партиях). У москвички был лучше коэффициент, поэтому переигровку за золото ей было достаточно свести вничью, однако она выиграла две партии подряд и досрочно окончила матч со счётом 3½:1½. В следующие два года Михайловская также делила первые места — сначала со Спасской (по 11½ очка в 16 партиях), а затем с Надеждой Маркявичене (по 11 очков в 16 партиях). В обоих случаях дополнительный матч не проводился и чемпионское звание получали обе спортсменки, разделившие первое место по итогам кругового турнира. 
В турнире 1972 года Михайловская потерпела первое за четыре чемпионата поражение (белыми от Соркиной), но сумела одержать достаточно побед, чтобы не пропустить вперёд никого из соперниц. К этому времени, по собственным словам, она «остро почувствовала, что годы идут, а двигаться дальше некуда». Это стало причиной расставания с шашками-64.
| 1.cd4 fg5 2.bc3 gf6 3.cb4 hg7 4.bc5 d:b4 5.a:c5 gh4 6.ab2 ba5 7.ba3 cb6 8.ef4 dc7 (А. Авербух: «Единственный ход») 9.dc3 fg5 10.fe3 h:f2 11.e:g3 gh4 12.fe5 h:f2 13. cd6! (А. Авербух: «Именно так!!») | Е. Михайловская — Е. Соркина Кол, чемпионат СССР, 1972 Комментарии судьи соревнований А. Авербуха \| \| a \| b \| c \| d \| e \| f \| g \| h \| \| \| \| 8 \| \| \| \| \| \| \| \| \| 8 \| \| \| 7 \| \| \| \| \| \| \| \| \| 7 \| \| \| 6 \| \| \| \| \| \| \| \| \| 6 \| \| \| 5 \| \| \| \| \| \| \| \| \| 5 \| \| \| 4 \| \| \| \| \| \| \| \| \| 4 \| \| \| 3 \| \| \| \| \| \| \| \| \| 3 \| \| \| 2 \| \| \| \| \| \| \| \| \| 2 \| \| \| 1 \| \| \| \| \| \| \| \| \| 1 \| \| \| \| a \| b \| c \| d \| e \| f \| g \| h \| \| \| Позиция после 13-го хода белых |                 |                 | 13. … e:c5 14.ab4 c:a3 15.ed6 c:e5 16.d:h8 f:b2 17.h:a1 bc5 18.hg3? (А. Авербух: «Ошибка. После 18.gf2 и 19.fe3 чёрные только с большим трудом достигали ничьей») 18. … fe7 19.gf4 cd4 20.a:d8 bc7 21.d:b6 a:c5. Белые сдались. |                 |                 |                 |                 |   |  |
| | a | b               | c               | d | e               | f               | g               | h               |   |  |
| 8 | a8 | b8 чёрная шашка | c8              | d8 | e8              | f8 чёрная шашка | g8              | h8              | 8 |  |
| 7 | a7 чёрная шашка | b7              | c7 чёрная шашка | d7 | e7 чёрная шашка | f7              | g7 чёрная шашка | h7              | 7 |  |
| 6 | a6 | b6 чёрная шашка | c6              | d6 белая шашка | e6              | f6              | g6              | h6 чёрная шашка | 6 |  |
| 5 | a5 чёрная шашка | b5              | c5              | d5 | e5 белая шашка  | f5              | g5              | h5              | 5 |  |
| 4 | a4 | b4              | c4              | d4 белая шашка | e4              | f4              | g4              | h4              | 4 |  |
| 3 | a3 белая шашка | b3              | c3 белая шашка  | d3 | e3 белая шашка  | f3              | g3              | h3              | 3 |  |
| 2 | a2 | b2              | c2              | d2 | e2              | f2 чёрная шашка | g2              | h2 белая шашка  | 2 |  |
| 1 | a1 | b1              | c1 белая шашка  | d1 | e1              | f1              | g1 белая шашка  | h1              | 1 |  |
| | a | b               | c               | d | e               | f               | g               | h               |   |  |

### Международные шашки
Уже в 1971 году, в ранге чемпионки СССР по русским шашкам, Михайловская приняла участие в первом в стране турнире по стоклеточным (международным) шашкам — открытом первенстве ЦС спортобщества «Спартак» «Шашечные звёзды-71». В турнире, проходившем в Узбекистане с участием десяти спортсменок, Михайловская заняла второе место, пропустив вперёд Татьяну Степанову из Калинина. На следующем ташкентском турнире год спустя она снова уступила Степановой, поделив второе место ещё с двумя соперницами. Не удалось москвичке обойти Степанову и на турнире в Таллине. В интервью 1975 года Михайловская вспоминала, что переходить на большую доску было непросто и болезненно для самолюбия: многократная чемпионка страны по русским шашкам поначалу проигрывала в открытых турнирах даже соперникам-перворазрядникам. В освоении стоклеточных шашек Елене помогали муж — мастер Алексей Сальников — и тренер ДСО «Локомотив» Николай Курносов.

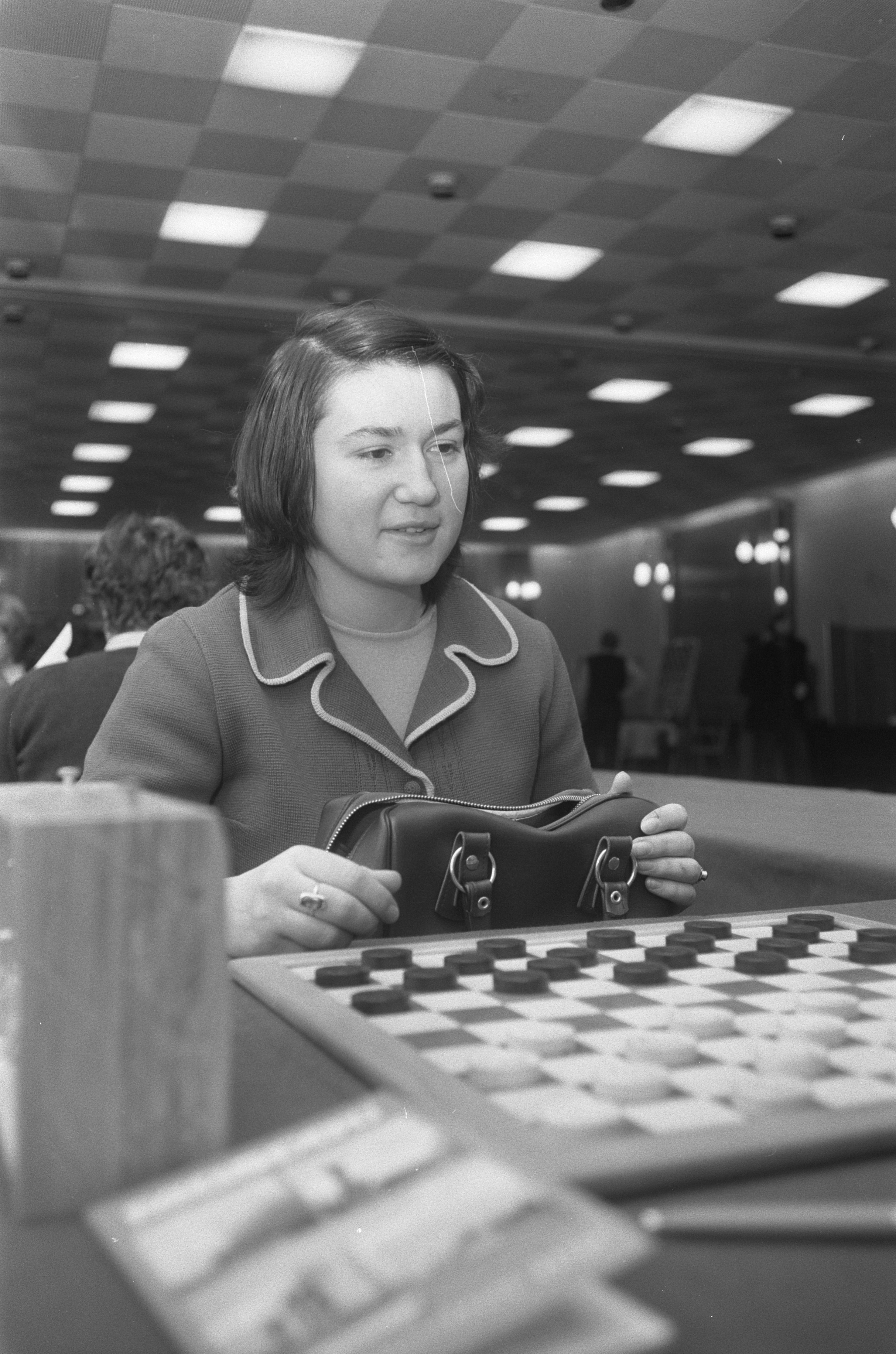
Амстердам, 1973 год

Одновременно с советскими шашистками стоклеточную доску начали осваивать женщины и в других странах, и в 1973 году в рамках 5-го международного шашечного фестиваля в Амстердаме, известного как Сахарный турнир, состоялось отдельное женское соревнование (носившее статус неофициального чемпионата мира). В нём участвовали шесть шашисток из четырёх стран, в том числе две представительницы СССР — Степанова и Михайловская. Они заметно превосходили остальных соперниц и решали судьбу первого места между собой. В первом круге победу одержала Михайловская, встреча второго круга окончилась вничью, и москвичка стала победительницей турнира. В общей сложности она набрала 8½ очка из 10, Степанова — 7, занявшая третье место француженка Раймонда Барра — 5½. Позже турнир 1973 года ретроактивно получил официальный статус чемпионата мира среди женщин, и победа на нём включена в список титулов на сайте ФМЖД.
В 1974 году Михайловской наконец удалось выиграть значительное женское соревнование по стоклеточным шашкам и в СССР — им стал всесоюзный женский турнир в Калинине, на родине Степановой. В 13 турах она набрала 9½ очка и оторвалась от занявшей второе место Спасской на одно очко (по оценке Я. Л. Шауса, разрыв мог быть и больше, если бы не миролюбивый настрой Михайловской, в последних партиях сделавшей четыре быстрых ничьих). 
| 1.32-28 18-22 2.37-32 12-18 3.41-37 7-12 4.46-41 1-7 5.34-29 19-23 (часто играют также 5. … 20-25 с возможностью острой борьбы после 6.39-34 19-23) 6.28:19 14:34 7.40:29 13-19 (Наумова отходит от глубоко проработанного 7. … 10-14) 8.45-40 10-14 9.40-34 9-13 10.32-28 16-21 11.31-26 11-16 12.37-32 4-9 13.41-37 7-11 14.37-31 21-27 15.32:21 16:27 16.38-32 27:38 17.43:32 5-10 18.31-27 22:31 19.26:37 19-23 20.28:19 14:23 21.35-30 | Е. Михайловская — А. Наумова Всесоюзный женский турнир, 1974 Комментарии Н. Полянской \| \| \| 1 \| \| 2 \| \| 3 \| \| 4 \| \| 5 \| \| \| \| \| \| \| \| \| \| \| \| \| \| \| 5 \| \| \| 6 \| \| \| \| \| \| \| \| \| \| \| \| \| \| \| \| \| \| \| \| \| \| \| \| \| 15 \| \| \| 16 \| \| \| \| \| \| \| \| \| \| \| \| \| \| \| \| \| \| \| \| \| \| \| \| \| 25 \| \| \| 26 \| \| \| \| \| \| \| \| \| \| \| \| \| \| \| \| \| \| \| \| \| \| \| \| \| 35 \| \| \| 36 \| \| \| \| \| \| \| \| \| \| \| \| \| \| \| \| \| \| \| \| \| \| \| \| \| 45 \| \| \| 46 \| \| \| \| \| \| \| \| \| \| \| \| \| \| \| 46 \| \| 47 \| \| 48 \| \| 49 \| \| 50 \| \| \| \| Позиция после 21-го хода белых |                 | Н. Полянская отмечает, что эта партия опережает своё время: так начали играть только в 1980-е годы 21. … 10-14 (Н. Полянская: «Естественный, но необдуманный порыв, за который немедля приходится расплачиваться») 22. 33-28, и теперь на 22. … 14-19 или 22. … 13-19 выигрывает 23. 28-22 18:38 23. 29:16. Поэтому чёрные сначала отдали шашку, а позже сдались. |                 |                 |                 |                |                |                 |                 |    |  |
| | | 1               | | 2               |                 | 3               |                | 4              |                 | 5               |    |  |
| | | 1               | | 2 чёрная шашка  |                 | 3 чёрная шашка  |                | 4              |                 | 5               | 5  |  |
| 6 | 6 чёрная шашка |                 | 7 |                 | 8 чёрная шашка  |                 | 9 чёрная шашка |                | 10 чёрная шашка |                 |    |  |
| | | 11 чёрная шашка | | 12 чёрная шашка |                 | 13 чёрная шашка |                | 14             |                 | 15 чёрная шашка | 15 |  |
| 16 | 16 |                 | 17 чёрная шашка |                 | 18 чёрная шашка |                 | 19             |                | 20 чёрная шашка |                 |    |  |
| | | 21              | | 22              |                 | 23 чёрная шашка |                | 24             |                 | 25              | 25 |  |
| 26 | 26 |                 | 27 |                 | 28              |                 | 29 белая шашка |                | 30 белая шашка  |                 |    |  |
| | | 31              | | 32 белая шашка  |                 | 33 белая шашка  |                | 34 белая шашка |                 | 35              | 35 |  |
| 36 | 36 белая шашка |                 | 37 белая шашка |                 | 38              |                 | 39 белая шашка |                | 40              |                 |    |  |
| | | 41              | | 42 белая шашка  |                 | 43              |                | 44 белая шашка |                 | 45              | 45 |  |
| 46 | 46 |                 | 47 белая шашка |                 | 48 белая шашка  |                 | 49 белая шашка |                | 50 белая шашка  |                 |    |  |
| | 46 |                 | 47 |                 | 48              |                 | 49             |                | 50              |                 |    |  |

Именно Михайловская и Спасская и представляли СССР на первом официальном чемпионате мира среди женщин в конце того же года. В общей сложности в турнире участвовали 8 шашисток, игравших по круговой системе, после чего второй круг проходил внутри четвёрок, определившихся по результатам первого. Из десяти партий Михайловская выиграла восемь, лишь по разу сыграв вничью со Спасской и нидерландкой Барбарой Грас, и уже за тур до финиша досрочно завоевала чемпионское звание.
Вслед за первым официальным чемпионатом мира в 1975 году в Бендерах состоялся первый официальный чемпионат СССР по международным шашкам среди женщин. На нём, в отличие от всесоюзного турнира 1974 года, Михайловская сразу оказалась в положении догоняющей: 17-летняя жительница Вильнюса Любовь Травина в первых четырёх турах одержала четыре победы. В пятом туре чемпионка мира и лидер встретились между собой. Из-за рано допущенной ошибки, приведшей к потере шашки, Михайловской весь остаток партии пришлось обороняться, но в эндшпиле ошиблась уже Травина, и партия завершилась вничью. Тем не менее 17-летняя дебютантка продолжала на протяжении всего турнира играть смело и рискованно и, даже потерпев два поражения, не позволила себя догнать ни Михайловской, ни показавшей одинаковый с Еленой результат 16-летней Ольге Беляевой. Беляева в концовке чемпионата также имела преимущество в партии с Михайловской, но, как и Травина, не сумела добиться победы в личной встрече. Тем не менее ей досталась серебряная медаль, а чемпионка мира довольствовалась бронзовой. Комментировавший турнир Я. Шаус отмечал, что Михайловская играла непривычно скованно и недостаточно агрессивно.
На чемпионат мира 1975 года от СССР были вновь отправлены две спортсменки — чемпионка страны и действующая чемпионка мира. Михайловская и Травина встретились между собой уже в первом туре, где молодая шашистка попала в цейтнот, проиграла шашку, а затем и партию. В дальнейшем оказалось, что победа действующей чемпионки в этой партии определила судьбу золотой медали. До конца соревнования Травина не только не проиграла больше ни одной партии, но и не сделала ни одной ничьей, а Михайловская за весь турнир потеряла только пол-очка — во встрече с занявшей 5-е место Лени Гёртс.

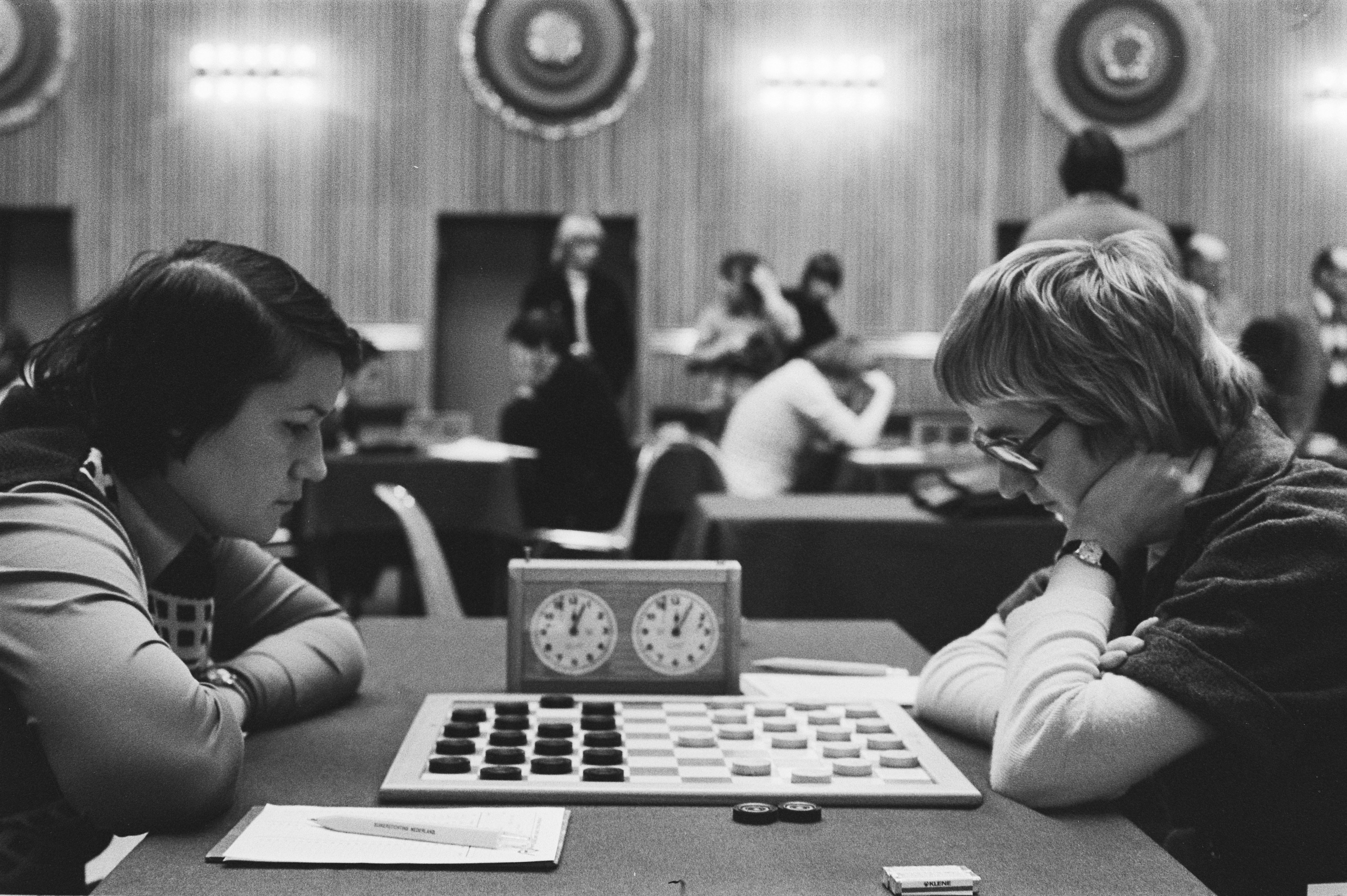
Михайловская и Барбара Грас, 1976 год

В чемпионате СССР 1976 года Михайловская снова пропустила вперёд Травину и разделила второе-третье места, но на сей раз по дополнительному коэффициенту оказалась выше соседки по таблице — ещё одной литовки Ромуальды Виткаускайте. Анализируя её выступление, Я. Шаус отмечал, что чемпионка мира отыграла «спокойно и ровно», особенно сильно разыгрывая классические позиции и часто избегая ненужных осложнений ради гарантированной половины очка. Тренер пришёл к выводу, что чемпионат страны, как и все прочие турниры, Михайловская воспринимает лишь как этап подготовки к очередному чемпионату мира. На мировом же первенстве, где второй раз подряд вместе с Михайловской выступала Травина, москвичка дважды её обыграла, одержав по ходу турнира победы также над представительницами Нидерландов Барбарой Грас и Ипи Пупьес (соответственно в 1-м круге и в финальной группе). Михайловская окончила дистанцию с полутора очками отрыва от ближайших преследовательниц — поделивших 2-е место Травиной и Грас.

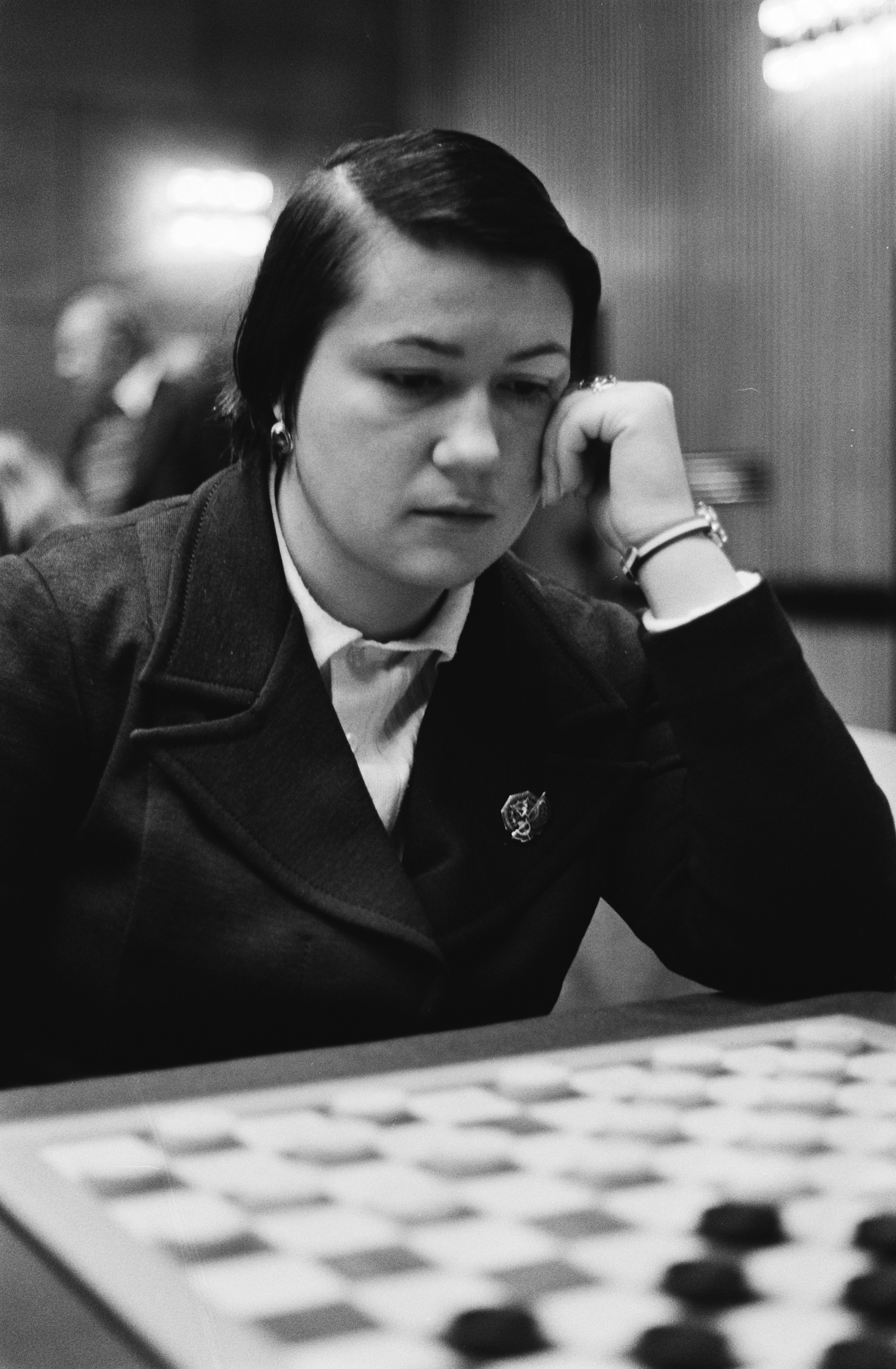
Амстердам, 1977 год

В 1977 году на пленуме Федерации шашек СССР Елене Михайловской было присвоено звание Заслуженного мастера спорта СССР. В первенстве страны она снова, по выражению Шауса, «не раскрыла всех карт», проводя часть партий спокойно, а другие неожиданно остро. На сей раз москвичка набрала равное количество очков с Травиной — по 9, — но этого хватило лишь для дележа третьего места, в котором к ним присоединилась ещё и 16-летняя Живиле Сакалускайте. Первые два места заняли Виткаускайте и Людмила Сохненко-Ильина (экс-чемпионка страны по русским шашкам), а Михайловской по коэффициенту досталась бронза. На чемпионат мира отправились все три призёра советского первенства. Действующая чемпионка мира сильно стартовала, одержав ряд побед (в том числе над Виткаускайте, в итоге не попавшей в финальную четвёрку), получила запас прочности и заканчивала турнир более «миролюбиво». Судьбу двух первых мест определил уже предпоследний тур, в котором Михайловская обыграла Гертс, а Сохненко — Грас.
Сахарный турнир 1977 года стал последним в истории, и в 1978 году женский чемпионат мира не проводился. Центральным турниром этого года стал чемпионат СССР, на котором Михайловская выступила неудачно, заняв десятое место и проиграв, среди прочего, новой чемпионке — 14-летней минчанке Елене Альтшуль. На следующий год она сыграла чуть сильней, одержав три победы при двух поражениях в 15 партиях и заняв шестое место. Однако звание чемпионки мира на новом месте — в Снеке (Нидерланды) — Михайловская потеряла, не попав в финальную четвёрку и заняв после утешительного турнира лишь пятое итоговое место.
В последний раз Михайловская поехала на чемпионат мира в 1980 году, в ещё один нидерландский город Де-Лир, и на этот раз вернулась на пьедестал. Вернуть титул ей не удалось, она пропустила вперёд не только Альтшуль — единственную, кому проиграла личную встречу, — но и Сохненко, однако сумела завоевать бронзу. В 1981 году экс-чемпионка мира была награждена орденом «Знак Почёта».
На внутренней арене карьера Михайловской продолжалась и после этого. В борьбе с молодыми соперницами она заняла третье место на чемпионате СССР 1982 года. Игра экс-чемпионки мира на этом турнире удивила наблюдателей — она стала намного агрессивнее, в ней появились современные наработки. В большинстве партий преимущество Михайловской над соперницами было подавляющим, она не проиграла ни одной встречи за турнир, но в итоге её снова опередили и Альтшуль, и Сохненко (последняя — по дополнительным показателям при равном количестве очков). Сама спортсменка была недовольна своим выступлением, жалуясь, что из-за семейных обстоятельств не могла уделять подготовке много времени и что её игра утратила самобытность и творческий подход, став неотличимой от господствующего стиля. По словам Михайловской, на этом турнире у неё не было «хороших партий».
Звание чемпионки СССР по международным шашкам для многократной чемпионки мира по-прежнему оставалось недосягаемым. Ближе всего к этой цели она подошла после двух десятилетий игровой карьеры, в 1984 году в 10-м, юбилейном чемпионате СССР, где стала единственной из участниц, не проигравшей ни одной партии. За два тура до финиша она делила первое место с ещё тремя соперницами, а перед последним туром лидеров осталось уже трое. В последней партии Михайловская одержала победу над Татьяной Тетериной и сохранила позицию на первой строчке вместе с двумя основными конкурентками. В итоге первое место после завершения основной дистанции делили три чемпионки мира из четырёх — Альтшуль, Ольга Левина и Михайловская (Сохненко, занятая написанием кандидатской диссертации, этот чемпионат пропускала). Однако по регламенту турнира делёжка мест предусмотрена не была, и после основного чемпионата был разыгран матч-турнир трёх победительниц. В нём успех сопутствовал Левиной, а Михайловская, как и двумя годами раньше, осталась третьей.
| 1.32-28 19-23 2.28:19 14:23 3.33-28 23:32 4.37:28 10-14 5.35-30 20-25 6.30-24 5-10 7.34-29 16-21 8.39-33 (Михайловская играет открытую коловую позицию; по мнению Альтшуль, острее было бы после 7.31-26) 8. … 21-26 9.38-32 26:37 10.42:31 17-21 11.31-26 11-16 12.26:17 12:21 13.41-37 7-12 14.43-38 6-11 15.36-31 21-26 16.46-41 11-17 17.41-36 1-7 18.47-42 18-22 19.31-27 22:31 20.36:21 17-21 21.49-43 14-20 22.43-39 10-14 23.28-23 (Альтшуль: «У белых прекрасная позиция: полное господство в центре, … подавляющее превосходство в развитии, и поэтому надо было играть 23.37-31 26:37 24.42:31, увеличивая перевес») |                 | Е. Михайловская — Е. Альтшуль Матч-турнир за звание чемпионки СССР, 1984 Комментарии Е. Альтшуль \| \| \| 1 \| \| 2 \| \| 3 \| \| 4 \| \| 5 \| \| \| \| \| \| \| \| \| \| \| \| \| \| \| 5 \| \| \| 6 \| \| \| \| \| \| \| \| \| \| \| \| \| \| \| \| \| \| \| \| \| \| \| \| \| 15 \| \| \| 16 \| \| \| \| \| \| \| \| \| \| \| \| \| \| \| \| \| \| \| \| \| \| \| \| \| 25 \| \| \| 26 \| \| \| \| \| \| \| \| \| \| \| \| \| \| \| \| \| \| \| \| \| \| \| \| \| 35 \| \| \| 36 \| \| \| \| \| \| \| \| \| \| \| \| \| \| \| \| \| \| \| \| \| \| \| \| \| 45 \| \| \| 46 \| \| \| \| \| \| \| \| \| \| \| \| \| \| \| 46 \| \| 47 \| \| 48 \| \| 49 \| \| 50 \| \| \| \| Позиция после 23-го хода белых |                | 23. … 13-19 24.24:13 8:28 25.33:22 7:11 (проигрывает 25. ... 12-18 26.22-13 9-18) 26.39-33 14-19 27.33-28 20-24 28.29:20 25:14 (Хуже 28. … 15:24, так как белые могут перехватить инициативу) 29. 40-34 9-13 30.34-29 12-18 31.44-39 14-20 32.50-44 3-8 33.48-43? (Е. Альтшуль: «Ошибка… Москвичке стоило избрать 33.45-40!..» 33. … 8-12 34.38-33 12-17 35.43-48 20-24 36.29:20 15:24 37.44-40 18-23 38.40-35 2-8 39.35-30 24:35 40.39-34 4-9 41.33-29 (Е. Альтшуль: «Комбинация 41.33-29, 42.22-18, 43.28-22, 44.38-33 не спасала») 41. … 19-24. Белые сдались. |                |                 |                |                 |                 |                 |    |  |
| |                 | 1 |                | 2 |                | 3               |                | 4               |                 | 5               |    |  |
| |                 | 1 |                | 2 чёрная шашка |                | 3 чёрная шашка  |                | 4 чёрная шашка  |                 | 5               | 5  |  |
| 6 | 6               | | 7 чёрная шашка | | 8 чёрная шашка |                 | 9 чёрная шашка |                 | 10              |                 |    |  |
| |                 | 11 |                | 12 чёрная шашка |                | 13 чёрная шашка |                | 14 чёрная шашка |                 | 15 чёрная шашка | 15 |  |
| 16 | 16 чёрная шашка | | 17             | | 18             |                 | 19             |                 | 20 чёрная шашка |                 |    |  |
| |                 | 21 чёрная шашка |                | 22 |                | 23 белая шашка  |                | 24 белая шашка  |                 | 25 чёрная шашка | 25 |  |
| 26 | 26 чёрная шашка | | 27 белая шашка | | 28             |                 | 29 белая шашка |                 | 30              |                 |    |  |
| |                 | 31 |                | 32 белая шашка |                | 33 белая шашка  |                | 34              |                 | 35              | 35 |  |
| 36 | 36              | | 37 белая шашка | | 38 белая шашка |                 | 39 белая шашка |                 | 40 белая шашка  |                 |    |  |
| |                 | 41 |                | 42 белая шашка |                | 43              |                | 44 белая шашка  |                 | 45 белая шашка  | 45 |  |
| 46 | 46              | | 47             | | 48 белая шашка |                 | 49             |                 | 50 белая шашка  |                 |    |  |
| | 46              | | 47             | | 48             |                 | 49             |                 | 50              |                 |    |  |

## Стиль игры
Добившись успеха и в шашках-64, и в шашках-100, Михайловская в обоих видах находила положительные стороны. По её словам, международные шашки давали ей больше простора для фантазии и возможностей для комбинационной игры. Русские шашки она любила за строгость и то, как они приучают игрока к точности: любая ошибка в них обходится дорого, тогда как на большой доске часто ещё можно исправить ситуацию.

Большую роль в становлении стиля Михайловской сыграли её тренеры: в русских шашках — Владимир Агафонов, в международных — её муж Алексей Сальников, Евгений Лещёв и Николай Сретенский. Этот стиль эволюционировал со временем. Начинавшая играть вместе с ней в секции стадиона Юных пионеров Наталия Полянская вспоминала о первом турнире с участием 15-летней будущей чемпионки — первенстве Москвы: 
…уже тогда чувствовалось, что у неё настоящий чемпионский характер — в бой она кидалась смело, на титулы соперниц не обращала внимания; неудачи не расслабляли её, не приводили в отчаяние, а заставляли собираться и намечать ещё более обстоятельный план работы.
После первого чемпионата страны, в котором молодая шашистка, лидировавшая большую часть турнира, под конец проиграла подряд три партии, в журнале «Шашки» писали о нехватке волевой подготовки. После этой неудачи Михайловская сменила отношение к игре, обратив серьёзное внимание как на общую дебютную подготовку, так и на изучение конкретных соперниц. Примеры такого индивидуального подхода проявляются уже в её первых чемпионатах СССР. Так, и в 1968, и в 1969 годах, играя против Ираиды Спасской, Михайловская сознательно выбирала для своего цвета те дебюты, в которых сама соперница была особенно сильна: белыми в 1968 году она сыграла кол, а чёрными год спустя — гамбит Кукуева. В обеих партиях молодая шашистка добилась побед, что даже заставило тренера Спасской заявить о нечестной борьбе с её стороны.
Оценивая стиль Михайловской на пике шашечной карьеры, Я. Шаус в 1974 году писал: «Она и в русских шашках выделялась уверенной и зрелой игрой. На большой доске её почерк был таким же ровным и грамотным». В этом же обзоре Шаус отмечал сочетание хорошей теоретической подготовки и «комбинационного зрения», а двумя годами позже — уверенный розыгрыш «классических позиций» и позиционную игру. В то же время на этом этапе Михайловская порой играла излишне осторожно и легко соглашалась на ничьи в ситуациях, когда могла бы ещё побороться за счёт усложнения игры.
Ситуация изменилась к началу 1980-х годов, когда многократная чемпионка мира на всесоюзной арене оказалась в положении догоняющей. Ей пришлось заиграть агрессивнее, активно применять новые игровые схемы, и это позволило ей вернуться в число призёров чемпионата СССР; сама Михайловская, однако, считала, что спортивный результат был достигнут за счёт творческой составляющей её игры и утраты ею индивидуальности. На просьбу назвать свои самые интересные партии она ответила: «У меня их почти нет. В турнире я ставлю перед собой обычно спортивную цель. Творчество на втором плане».
Работая с шашистами-мужчинами, Михайловская признавала, что класс игры в женских шашках, в особенности стоклеточных, заметно уступает мужскому, и стремилась к сокращению этого разрыва. Она охотно играла в мужских соревнованиях, в русские шашки обыгрывала мужчин-мастеров, а в международных стала одной из первых советских шашисток, выполнивших норму мастера спорта СССР среди мужчин.

## Статистика выступлений

### Чемпионаты мира

#### Международные шашки
| Год  | Место проведения      | Результат | Место |
| ---- | --------------------- | --------- | ----- |
| 1973 | Амстердам, Нидерланды | 8+1=1-    | 1     |
| 1974 | Амстердам             | 6+4=0-    | 1     |
| 1975 | Амстердам             | 8+1=0-    | 1     |
| 1976 | Амстердам             | 7+3=0-    | 1     |
| 1977 | Амстердам             | 5+5=0-    | 1     |
| 1979 | Снек, Нидерланды      | 6+3=2-    | 5     |
| 1980 | Де-Лир, Нидерланды    | 6+4=1-    | 3     |

### Чемпионаты СССР

#### Русские шашки
| Год  | Место проведения | Результат | Место |
| ---- | ---------------- | --------- | ----- |
| 1968 | Таллин           | 5+5=3-    | 4     |
| 1969 | Фрунзе           | 5+11=0-   | 1     |
| 1970 | Таллин           | 6+10=0-   | 1     |
| 1971 | Вильнюс          | 7+9=0-    | 1—2   |
| 1972 | Ялта             | 7+8=1-    | 1—2   |

#### Международные шашки
| Год  | Место проведения | Результат | Место |
| ---- | ---------------- | --------- | ----- |
| 1975 | Бендеры          | 6+7=0-    | 3     |
| 1976 | Ташкент          | 5+9=1-    | 2     |
| 1977 | Сухуми           | 3+12=0-   | 3     |
| 1978 | Алма-Ата         | 1+12=2-   | 10    |
| 1979 | Тбилиси          | 3+10=2-   | 6     |
| 1982 | Поти             | 3+12=0-   | 3     |
| 1983 | Харьков          | 3+10=2-   | 7     |
| 1984 | Ленинград        | 6+9=0-    | 3     |
| 1985 | Юрмала           | 5+6=4-    | 7     |

1. 1 2  По дополнительным показателям, 3—5 места по очкам.
2. 1 2  По результатам матча с Я. Аугустинайте, 1—2 места по очкам.
3. 1 2  По дополнительным показателям, 2—3 места по очкам.
4. ↑  По дополнительным показателям, 10—12 места по очкам.
5. ↑  По дополнительным показателям, 2—4 места по очкам.
6. ↑  По результатам матч-турнира с О. Левиной и Е. Альтшуль, 1—3 места по очкам.